# Friedrich Fichter

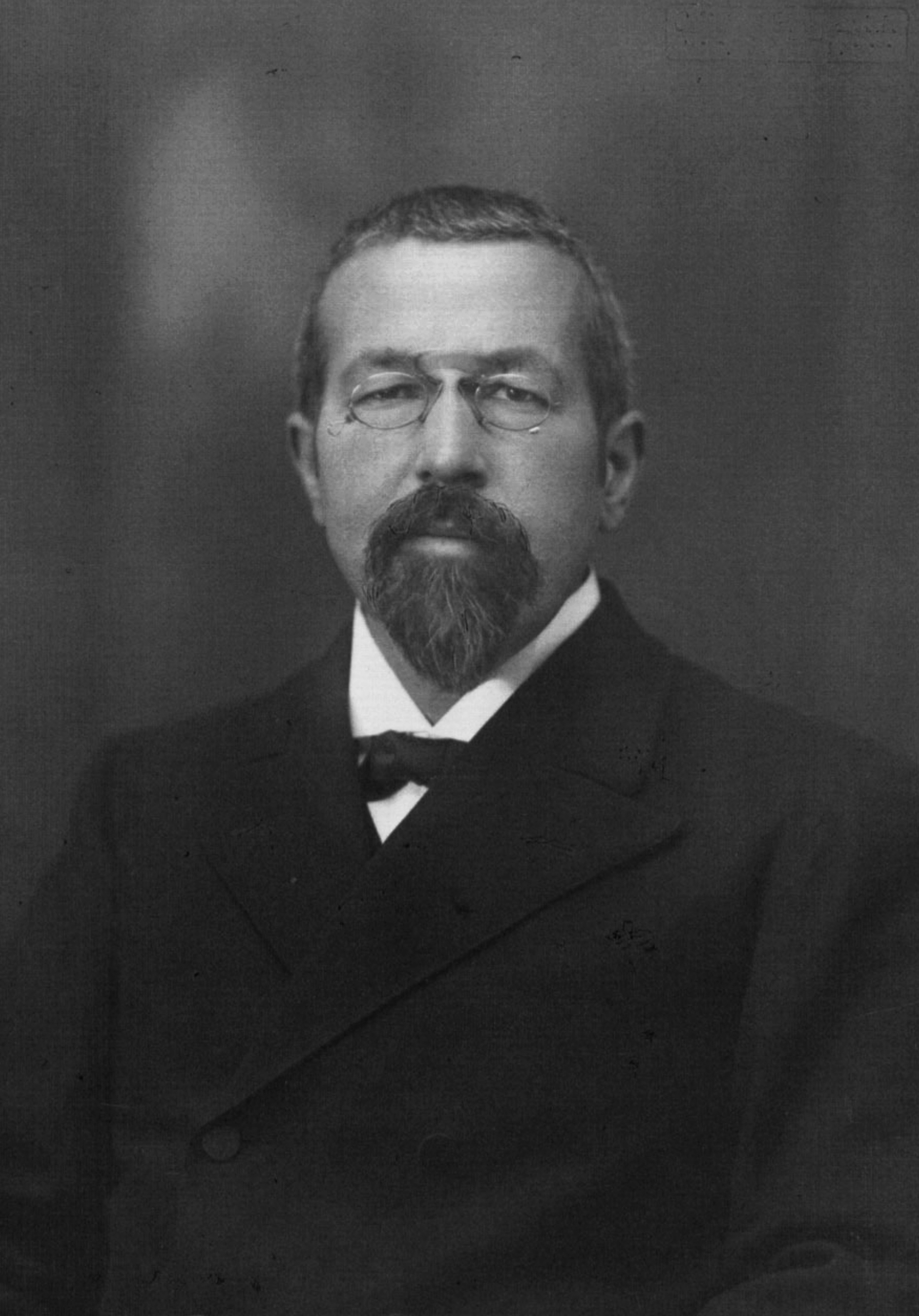
Retrato de Fichter ca. 1913.

Carl Friedrich Rudolf Fichter (Basilea, 6 de julio de 1869-Basilea, 6 de junio de 1952) fue un químico suizo. Estudiante en las universidades de Basilea y Estrasburgo, en esta última ejerció como ayudante de Rudolph Fittig, se terminaría estableciendo como profesor en la primera de ellas. Entre sus investigaciones destacaron las relacionadas con el campo de la electroquímica.